# Марич, Алиса
Алиса Марич (серб. Алиса Марић; 10 января 1970, Нью-Йорк) — сербская шахматистка, международный мастер (1993).

## Спортивная карьера
Чемпион мира среди женщин до 20 лет (1985), чемпионка Югославии (1986).
В начале 1990-х тренировалась в Белграде у заслуженного межд. мастера по шахматам, позже — заслуженного тренера РФ Ореста Николаевича Аверкина.
В составе сборной Югославии участница 9-и олимпиад (1986—1990, 1994—2000, 2004—2006), выиграла 2 бронзовые медали: в команде (1988) и в индивидуальном зачёте (1998). В составе сборной Сербии участница олимпиады 2008 года.
Многократная участница клубных кубков Европы. В составе клуба «Agrouniverzal Zemun» выиграла 3 золотые медали в команде (1996, 2000—2001), в составе клуба «Internet-CG Podgorica» в 2005 году выиграла 2 бронзовые медали (в команде и в индивидуальном зачёте), в 2008 году в составе клуба «T-Com Podgorica» выиграла бронзовую медаль в индивидуальном зачёте.
Лучшие результаты в других международных соревнованиях: Яйце (1985) — 6—7-е; Смедеревска-Паланка (1985) — 4—6-е; Нью-Дели (1987) — 3—5-е места. Межзональный турнир в Смедеревска-Паланка (1987) — 8—9-е места.
Сестра Мирьяна — гроссмейстер среди женщин (1991).

## Изменения рейтинга
| Графики недоступны из-за технических проблем. См. информацию на Фабрикаторе и на mediawiki.org. |

## Политическая карьера
В период с 27 июля 2012 по 2 сентября 2013 Алиса Марич занимал пост министра по делам молодёжи и спорта в Правительстве Сербии.